# کتان استرالیایی
کتان استرالیایی (نام علمی: Linum marginale) نام یک گونه از تیره کتانیان است.